# 恋するみちるお嬢様
『恋するみちるお嬢様』（こいするみちるおじょうさま）は、若林稔弥による日本の漫画作品。『月刊少年ガンガン』（スクウェア・エニックス）にて2012年4月号から2013年5月号まで連載された。

## 登場人物
二ノ宮 みちる（にのみや みちる）
主人公。お金持ちのお嬢様。金髪のおかっぱ頭で黒いリボンをつけている。背は低いが女子高生である。成績が悪い。
怒りっぽいが、照れ屋な所がある。榊からはいつもバカにされているが、一途に想い続けている。
榊 清志朗（さかき きよしろう）
みちるの家庭教師。黒髪でメガネをかけている。冷静で殆ど笑顔を見せない。
みちるに対してドSな発言で接している。
一之瀬 やよい（いちのせ やよい）
学園のアイドル的お嬢様。みちると同じクラス。ロングヘアで花飾りをつけている。巨乳。
みちるより成績が悪い。天然キャラ。
綾祢 正親（あやね まさちか）
みちるの同級生のヤンキー。通り名は「狂った狼」で友達がいない。不良だが中身はヘタレ。やよいに恋をしているが、彼女からは怖がられており上手くいっていない。
安藤 なつ（あんどう なつ）
二ノ宮家のメイドその１。通称「アン」。ドジな所がある。
磯辺 まき（いそべ まき）
二ノ宮家のメイドその２。冷静。

## 書誌情報
- 若林稔弥 『恋するみちるお嬢様』 スクウェア・エニックス〈ガンガンコミックス〉、全2巻
  1. 2012年9月22日発売 ISBN 978-4-7575-3728-6
  2. 2013年5月22日発売 ISBN 978-4-7575-3964-8